# 下各镇
下各镇是中国浙江省仙居县所辖的一个镇。面积91.03平方千米，人口4.94万人。邮编為317322。

## 历史沿革
1958年称湖山管理区，1961年建厦阁公社，1984年改乡，1985年改镇，1992年怀仁乡并入。后简化称下各镇。

## 行政区划
镇政府驻穿镇中路。
下辖55个行政村：下各一、下各二、下各三、下各四、下各五、下各六、下各七、下各八、下各九、（2013年下各九个村合并为 厦阁村）新建、里基岙、黄梁陈、前潘、下垟、下山头、步团、岩头下、上官、下王沈、西郊、下高、坎头、后田坑、羊棚头、外湾、东岙、怀仁路北、怀仁路南、车塘、山下英、西垟、杏村、后垟田、杨砩头、马垟、吴家井、双楼、西六、独山、瓜洲、塘头、新路、湖其园、虎坦、下张、后冯、下华、里积路、张店、林下、镇桥、百步塘、上王亭、小平田、社山。